# 北都クレジット
株式会社北都クレジット（ほくとクレジット、HOKUTO CREDIT Co., Ltd.）は、かつて存在した、秋田県秋田市に本社を置くクレジットカード会社。

## 概要
北都銀行の系列会社であり、2008年9月までUCカードのブラザーズカンパニーであると同時にUFJカードのフランチャイジーであった。
北都銀行の顧客基盤を基に主に秋田県内でUCカード、UFJカードの発行、加盟店の獲得していた。

## 沿革

### 合併前
- 株式会社北都ユーシーカード
  - 1990年（平成2年）11月2日 - 株式会社うぎんユーシーカード設立。
  - 1993年（平成5年）4月1日 - 母体銀行の合併に伴い、株式会社北都ユーシーカードに商号変更。
  - 2001年（平成13年）10月1日 - 株式会社北都ミリオンカードと合併。

- 株式会社北都ミリオンカード
  - 1989年（平成元年） - 株式会社あけぼのミリオンカード設立。
  - 1993年（平成5年）4月1日 - 母体銀行の合併に伴い、株式会社北都ミリオンカードに商号変更。
  - 2001年（平成13年）10月1日 - 株式会社北都ユーシーカードと合併。

### 合併後
- 2001年（平成13年）10月1日 - 株式会社北都ユーシーカードを存続会社として合併、株式会社北都クレジットに商号変更。
- 2008年（平成20年）10月1日 - 北都カードサービスに吸収合併され、解散。